# 西德尔治 (科罗拉多州)
西德尔治（英語：Cedaredge），是美国科罗拉多州德尔塔县下属的一座城市。建市于1907年5月2日，面积大约为1.956平方英里（5.065平方公里）。根据2010年美国人口普查，该市有人口2,253人。2011年估计该市有人口2,216人，相比2010年人口增长率为-1.64%。同时，论人口该市是科罗拉多州第111大城市。